# Stanley Simataa

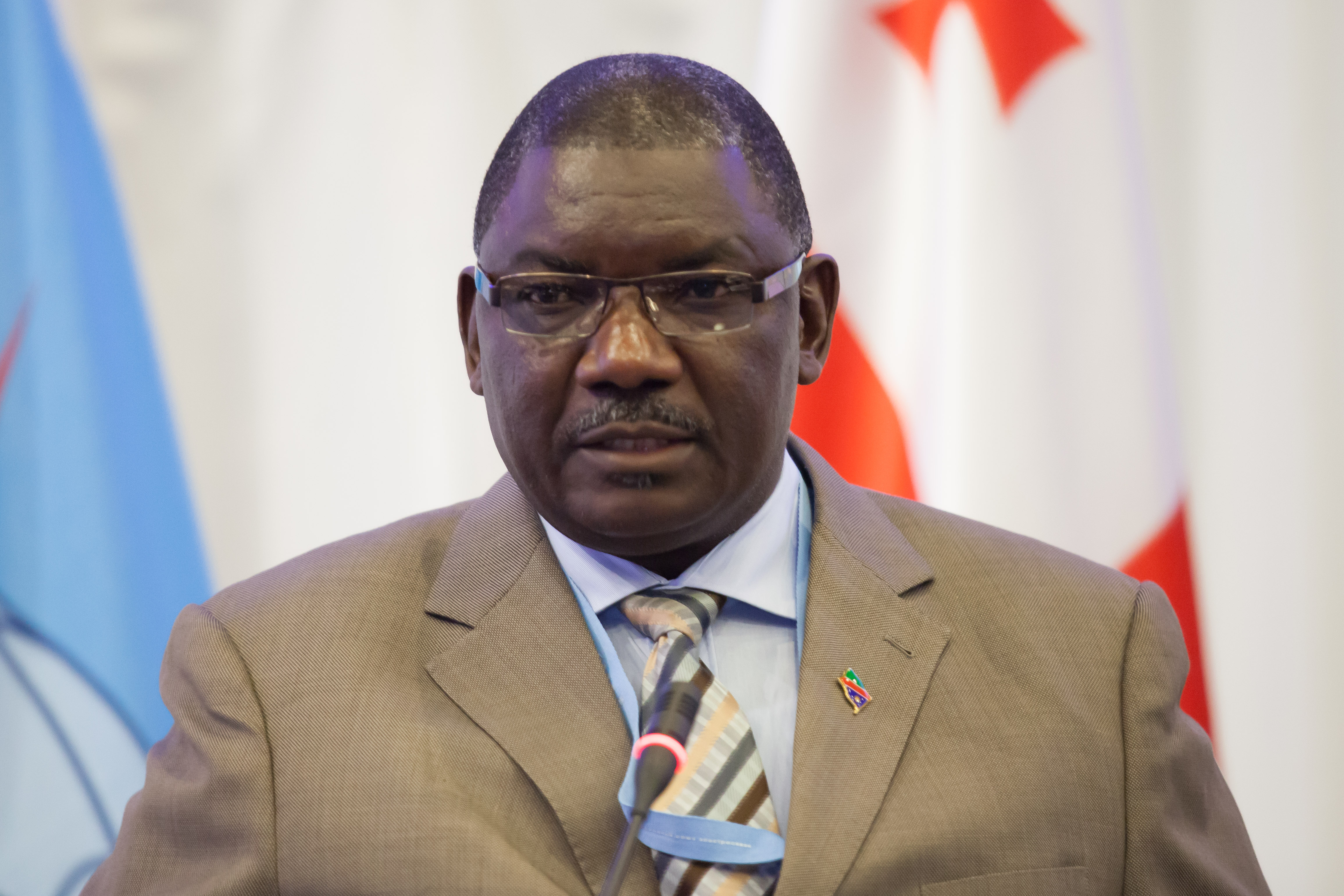
Stanley Simataa (2014)

Stanley Mutumba Simataa (* 5. Juni 1960 in Sikanjambuka, Südwestafrika) ist ein namibischer Politiker der SWAPO.
Er war zuletzt vom 8. Februar 2018 bis März 2020 Minister für Information und Kommunikationstechnologie. Im gleichen Ministerium war er von 2010 bis 2018 Vizeminister. Seit 2010 war Simataa Abgeordneter in der namibischen Nationalversammlung. Er trat am 26. März 2020, ohne Angabe von Gründen, nach nur wenigen Tagen der neuen Legislaturperiode von seinem Abgeordnetenmandat zurück.
Simataa hält Abschlüsse (Bachelor, Master) in landwirtschaftlicher Bildung von Hochschulen in Südafrika, dem Vereinigten Königreich und Tansania. Er arbeitete vor allem als Lehrer und Schulleiter, später auch als Staatssekretär und Vizeminister in diversen Ministerien.